# Керстен Найсер
Керстен Найсер (нім. Kersten Neisser, 4 травня 1956) — німецька академічна веслувальниця.
Олімпійська чемпіонка 1980 року в складі вісімки.
Чемпіонка світу 1977 (вісімки), 1978 (розпашні четвірки зі стерновою) років, срібна призерка 1979 року в складі розпашної четвірки зі стерновою.